# Heinz-Ehlert Clausen
Heinz-Ehlert Clausen (Rodewald, 12 de julho de 1909 – 24 de março de 1987) foi um comandante de U-Boot que serviu na Kriegsmarine durante a Segunda Guerra Mundial.